# CIS 50MG
Das CIS 50MG ist ein in Singapur entwickeltes schweres Maschinengewehr im Kaliber 12,7 × 99 mm NATO.

## Funktion
Das CIS 50 ist ein Gasdrucklader mit Drehkopfverschluss, der über mehrere Warzen in der Laufverlängerung verriegelt. Im Gegensatz zu den meisten anderen Gasdruckladern ist beim CIS 50 der Gaskanal und -kolben doppelt ausgeführt. Es handelt sich um eine zuschießende Waffe, was auch zur Verhinderung des Cook off, der Selbstzündung von Patronen im Patronenlager dienen soll.
Die Waffe kann je nach Einstellung Einzel- oder Dauerfeuer abgeben. Die Gurtzufuhr ist als sogenanntes 'dual feed' ausgeführt, das heißt, es können wahlweise verschiedene Munitionsarten aus zwei Gurten verschossen werden.
Der Lauf lässt sich schnell wechseln, und auch die Wartung ist ohne Spezialwerkzeug im Feld möglich.
Es können ein Reflexvisier, aber auch ein Nachtsichtgerät für die Zielwahrnehmung angebracht werden.
Die Waffe kann zur Feuerunterstützung, gegen Infanterie, leichte Panzerfahrzeuge, Boote und niedrig fliegende Luftziele eingesetzt werden, wobei sie auf einer Dreibeinlafette, leichten Angriffsfahrzeugen, gepanzerten Kampffahrzeugen, Nutzfahrzeugen, Hubschraubern und Marineplattformen montiert werden kann.
Sie kann alle üblichen 12,7×99-Munitionsarten verschießen, einschließlich der M903 SLAP (saboted light armour penetrator), einem unterkalibrigen Wuchtgeschoß, das auf bis zu einem Kilometer Entfernung noch 25 mm RHA durchdringen kann.

## Nutzerstaaten
- Indonesien
- Nigeria
- Singapur